# Łęczyce (gmina)
Łęczyce – gmina wiejska w województwie pomorskim, w powiecie wejherowskim. W latach 1975–1998 gmina położona była w województwie gdańskim.
Siedziba gminy to Łęczyce.
Według danych z 30 czerwca 2021 gminę zamieszkiwały 12 114 osób.

## Struktura powierzchni
Według danych z roku 2002 gmina Łęczyce ma obszar 232,81 km², w tym:
- użytki rolne: 41%
- użytki leśne: 52%

Gmina stanowi 18,15% powierzchni powiatu.

## Demografia

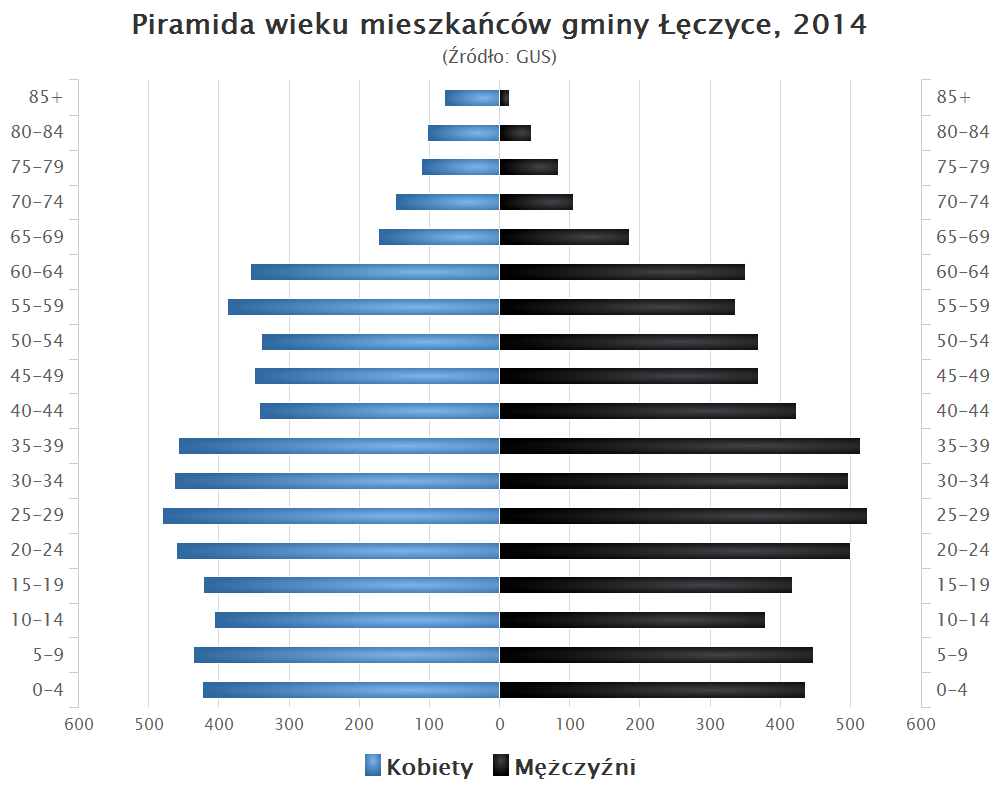
Piramida wieku mieszkańców gminy Łęczyce w 2014 roku

Dane z 30 czerwca 2004:
| Opis                              | Ogółem | Ogółem | Kobiety | Kobiety | Mężczyźni | Mężczyźni |
| --------------------------------- | ------ | ------ | ------- | ------- | --------- | --------- |
| jednostka                         | osób   | %      | osób    | %       | osób      | %         |
| populacja                         | 11 066 | 100    | 5513    | 49,8    | 5553      | 50,2      |
| gęstość zaludnienia (mieszk./km²) | 47,5   | 47,5   | 23,7    | 23,7    | 23,9      | 23,9      |

## Miejscowości i ich części o statusie sołectwa
Bożepole Małe, Bożepole Wielkie, Brzeźno Lęborskie, Chmieleniec, Chrzanowo, Dzięcielec, Kaczkowo, Kisewo, Łęczyce, Łęczyn Górny, Łówcz Górny, Nawcz, Rozłazino, Strzebielino, Strzebielino-Osiedle, Strzelęcino, Świetlino, Wysokie

## Ochrona przyrody
- Rezerwat przyrody Paraszyńskie Wąwozy
- Rezerwat przyrody Pużyckie Łęgi
- Rezerwat przyrody Wielistowskie Łęgi
- Rezerwat przyrody Wielistowskie Źródliska

## Sąsiednie gminy
Gmina sąsiaduje z następującymi gminami: Choczewo, Gniewino, Luzino, Linia, Cewice, Nowa Wieś Lęborska.